# Isaac Asare
Isaac Asare (Kumasi, 1 de setembro de 1974) é um ex-futebolista profissional ganês, atuava como defensor, medalhista olímpico de bronze.
Isaac Asare conquistou a a medalha de bronze em Barcelona 1992.